# Isoclina
Dada una familia de curvas que se asumen como las soluciones de una ecuación diferencial, una isoclina para esa familia viene dada por la curva que atraviesa segmentos de pendientes iguales.

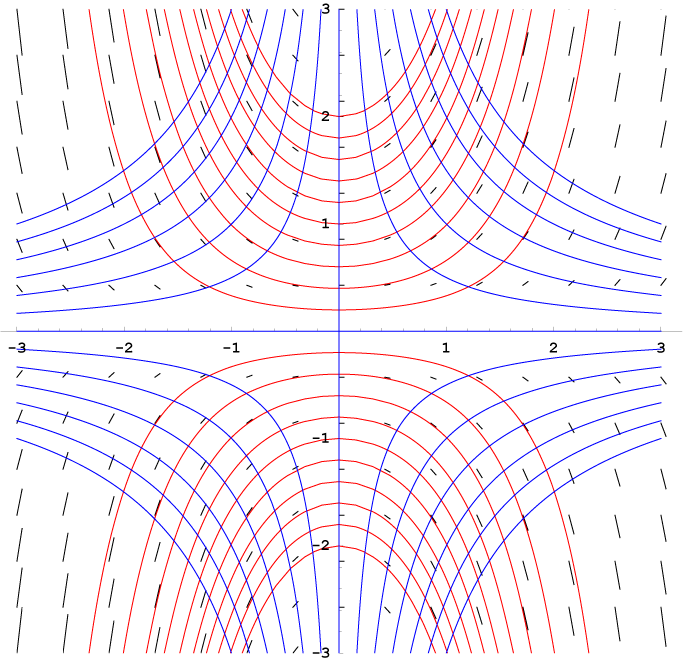
Fig. 1: Isoclinas (en azul), pendiente (en negro), y algunas soluciones en curvas (en rojo) of y = xy.

La palabra viene del griego ἴσος (isos), que significa "el mismo", y la palabra κλίνειν, que significa crear una pendiente. Generalmente, una isoclina tendrá la forma de una curva o de un pequeño número de curvas.
Las isoclinas suelen ser usadas como un método gráfico para resolver las ecuaciones diferenciales ordinarias. En una ecuación de la forma y' = f(x, y), las isoclinas son líneas en el plano (x,y,) obtenidas por f(x,y) igual a la constante. Esto obtiene una serie de líneas (para diferentes constantes) donde se obtiene el mismo gradiente a lo largo de las curvas, se puede visualizar el campo de pendiente; lo que hace que sea relativamente fácil dibujar curvas de solución aproximadas; como se puede ver en la figura 1.

## Otros usos
En dinámica de poblaciones, el término "isoclina" se refiere  al conjunto de tamaños de población en el que la tasa de cambio para una población en un par de poblaciones que interactúan es cero.